# Hayden Dalton
Hayden Dalton (Parker, Colorado, 20 de enero de 1996) es un baloncestista estadounidense que pertenece a la plantilla del BC Uralmash Yekaterinburg de la VTB United League. Con 2,03 metros de estatura, juega en la posición de alero.

## Trayectoria deportiva

### Universidad
Tras pasar un año en el Central Wyoming College, jugó tres temporadas con los Cowboys de la Universidad de Wyoming, en las que promedió 11,6 puntos, 6,7 rebotes y 2,1 asistencias por partido. En su última temporada fue incluido por la prensa especializada en el mejor quinteto de la Mountain West Conference.

### Profesional
Tras no ser elegido en el Draft de la NBA de 2018, disputó las Ligas de Verano de la NBA con los Denver Nuggets, con los que disputó un partido, logrando 6 puntos y 5 rebotes. En el mes de septiembre firmó su primero cxontrato profesional con los Bakken Bears de la Basketligaen danesa, donde jugó una temporada en la que promedió 9,6 puntos y 5,0 rebotes por partido, logrando el título de liga.
En agosto de 2019 fichó por el ČEZ Basketball Nymburk de la NBL, el primer nivel del baloncesto checo. Hasta el parón por el coronavirus promedió 9,0 puntos y 5,7 rebotes por encuentro.
El 8 de octubre de 2021, firma por el JL Bourg Basket de la Pro A francesa.
El 7 de diciembre de 2021, firma por el Hereda San Pablo Burgos de la Liga Endesa.
El 28 de enero de 2022, firma por el Hapoel Holon de la Ligat ha'Al.